# Euophrys nigromaculata
Euophrys nigromaculata är en spindelart som först beskrevs av Lucas 1846.  Euophrys nigromaculata ingår i släktet Euophrys och familjen hoppspindlar. Inga underarter finns listade i Catalogue of Life.